# 雷苏兹
雷苏兹（法語：Reyssouze，法語發音：[ʁɛsuz]）是法国东部安省的一个市镇，属于布雷斯地区布尔格区。

## 地理
雷苏兹（46°25'55"N, 4°55'9"E）面积9.54 平方千米，位于法国奥弗涅-罗讷-阿尔卑斯大区安省，该省份为法国东部省份，北起汝拉省，西北接索恩-卢瓦尔省，西接罗讷省和里昂大都会，南至伊泽尔省，东与萨瓦省、上萨瓦省和瑞士接壤。
与雷苏兹接壤的市镇（或旧市镇、城区）包括：博兹、戈尔沃、蓬德沃、圣阿尔班、弗勒维尔。

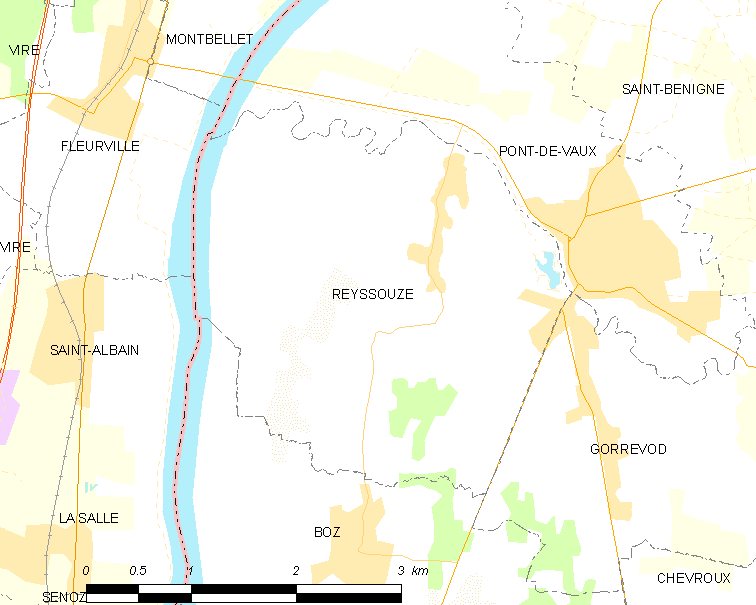
雷苏兹的OSM定位图

雷苏兹的时区为UTC+01:00、UTC+02:00（夏令时）。

## 行政
雷苏兹的邮政编码为01190，INSEE市镇编码为01323。

## 政治
雷苏兹所属的省级选区为勒普隆日县。

## 人口

1962-2008年间雷苏兹人口变化图示

雷苏兹于2022年1月1日时的人口数量为1003人。